# 納尼亞傳奇系列電影
《納尼亞傳奇》（英語：The Chronicles of Narnia）是一系列奇幻冒險電影，皆改編自C·S·路易斯所著的同名系列小說《納尼亞傳奇》。
系列的前兩部電影《納尼亞傳奇：獅子·女巫·魔衣櫥》和《納尼亞傳奇：賈思潘王子》皆由安德魯·亞當森所執導，第三部《納尼亞傳奇：黎明行者號》則由麥可·艾普特執導。第四部《納尼亞傳奇：銀椅》本預定由喬·約翰斯頓執導。但在2018年，Netflix公司購下小說版權，將會推出全新的《納尼亞傳奇》電影和電視劇。

## 開發

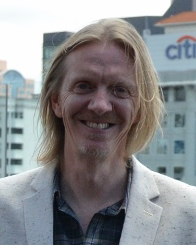
導演安德魯·亞當森執導了納尼亞系列的前兩部電影。

在C·S·路易斯的一生中從未出售納尼亞系列的電影版權，因為他質疑電影改編能否將他故事的奇幻元素與生物逼真地呈現。直到他身後其繼子道格拉斯·葛瑞罕看過CGI動物的片段後，才批准了電影改編。

## 電影

### 《納尼亞傳奇：獅子·女巫·魔衣櫥》（2005）
由安德魯·亞當森執導，改編自納尼亞系列的同名小說《獅子·女巫·魔衣櫥》。該片主要在紐西蘭攝製。
劇情主要講述了佩文西家的四名小孩意外從衣櫥內穿越到一個名叫納尼亞的奇幻世界中，在那裡他們必須要聯合獅王亞斯藍的正義一方，以結束白女巫賈迪絲所造成的長年寒冬。

### 《納尼亞傳奇：賈思潘王子》（2008）
仍由安德魯·亞當森執導，改編自同名小說《賈思潘王子》。該片由迪士尼影業發行。
劇情講述了佩文西家四名小孩在上集的一年後再次由火車站穿越至納尼亞，然而四人發現納尼亞世界早已過去了1300年，並且遭到了兇猛的坦摩人侵佔。四名小孩必須得協助賈思潘王子推翻他邪惡叔叔米拉茲的暴政統治。

### 《納尼亞傳奇：黎明行者號》（2010）
由麥可·艾普特執導，改編自同名小說《黎明行者號》。該片由二十世紀福斯發行。早在2008年迪士尼便已宣布不再繼續投資該片的製作，使該片成為本系列電影中首部迪士尼影業沒有參與製作的電影（但由於迪士尼在2019年收購了二十一世紀福斯，故本作版權現仍由迪士尼持有）。該片幾乎都是在澳大利亞的昆士蘭州攝製的。
劇情描述了愛德蒙和露西與他們的表弟尤斯提再次意外來到納尼亞的「黎明行者號」上，他們和賈思潘國王一道出航尋找7名失蹤的坦摩勛爵，並試圖再次從邪惡力量手中拯救整個納尼亞。

## 未來
2018年，Netflix公司購下《納尼亞傳奇》小說版權，並與C·S·路易斯公司簽下一份多年合約，未來將推出全新的電影和電視劇改編，擴展「納尼亞傳奇世界觀」。這些電影和電視劇將由馬克·高登、道格拉斯·葛瑞罕和文森·希柏擔任執行製片人。

### 《納尼亞傳奇：銀椅》
最初由美国C·S·路易斯公司、馬克·高登公司和三星影業共同製作，改編自同名小說《銀椅》。2017年，正式確定由喬·約翰斯頓執導該片。同年10月，約翰斯頓表示將於2018年年底開始於紐西蘭拍攝該片。
不過2018年10月媒體報導，Netflix購下了《納尼亞傳奇》小說版權，未來將推出全新的電影和電視劇。因此《納尼亞傳奇：銀椅》的製作處於不確定狀況中。
主要劇情大致為尤斯提與他的同學姬兒·波爾再一次地進入了納尼亞，尋找賈思潘失蹤的兒子瑞里安王子。

## 主要演員

### 兒童
- 威廉·莫斯里[15] 飾 彼得·佩文西
- 安娜·帕波維爾[16] 飾 蘇珊·佩文西
- 史肯達·凱恩斯[17] 飾 愛德蒙·佩文西
- 喬基·亨莉[18] 飾 露西·佩文西
- 威爾·普爾特[3] 飾 尤斯提·史瓜

### 其他主角
- 連恩·尼遜[19] 飾（配音） 亞斯藍（英语：Aslan）
- 蒂妲·絲雲頓[20] 飾 白女巫賈迪絲
- 班·巴恩斯[2] 飾 賈思潘王子（英语：Prince Caspian (character)）
- 埃迪·伊扎德(賈思潘王子) 和 賽門·佩吉(黎明行者號) 飾（配音） 老脾氣

## 外部連結
- 互联网电影数据库（IMDb）上《納尼亞傳奇：獅子·女巫·魔衣櫥》的资料（英文）
- 互联网电影数据库（IMDb）上《納尼亞傳奇：賈思潘王子》的资料（英文）
- 互联网电影数据库（IMDb）上《納尼亞傳奇：黎明行者號》的资料（英文）